# Eupemphix
Eupemphix là một chi động vật lưỡng cư trong họ Leiuperidae, thuộc bộ Anura. Chi này có 1 loài và không bị đe dọa tuyệt chủng.